# العلاقات الفيجية النيكاراغوية
العلاقات الفيجية النيكاراغوية هي العلاقات الثنائية التي تجمع بين فيجي ونيكاراغوا.

## مقارنة بين البلدين
هذه مقارنة عامة ومرجعية للدولتين:
| وجه المقارنة                                              | فيجي                                                                 | نيكاراغوا        |
| --------------------------------------------------------- | -------------------------------------------------------------------- | ---------------- |
| المساحة (كم2)                                             | 18.27 ألف                                                            | 130.38 ألف       |
| عدد السكان (نسمة)                                         | 915.30 ألف                                                           | 6.22 مليون       |
| الكثافة السكانية (ن./كم²)                                 | 50.1                                                                 | 47.71            |
| العاصمة                                                   | سوفا                                                                 | ماناغوا          |
| اللغة الرسمية                                             | لغة إنجليزية، اللغة الفيجية، اللغة الفيجي الهندية، اللغة الهندستانية | اللغة الإسبانية  |
| العملة                                                    | دولار فيجي                                                           | كوردبا نيكاراغوا |
| الناتج المحلي الإجمالي (بليون دولار)                      | 5.06 مليار                                                           | 13.81 مليار      |
| الناتج المحلي الإجمالي (تعادل القوة الشرائية) بليون دولار | 8.32 مليار                                                           | 31.63 مليار      |
| الناتج المحلي الإجمالي الاسمي للفرد دولار أمريكي          | 4.96 ألف                                                             | 2.09 ألف         |
| الناتج المحلي الإجمالي للفرد دولار أمريكي                 | 8.79 ألف                                                             | 4.92 ألف         |
| مؤشر التنمية البشرية                                      | 0.727                                                                | 0.631            |
| رمز المكالمات الدولي                                      | +679                                                                 | +505             |
| رمز الإنترنت                                              | .fj                                                                  | .ni              |
| المنطقة الزمنية                                           | ت ع م+12:00                                                          | 00               |

## منظمات دولية مشتركة
يشترك البلدان في عضوية مجموعة من المنظمات الدولية، منها:
| علم المنظمة | اسم المنظمة                               | تاريخ انضمام فيجي | تاريخ انضمام نيكاراغوا |
| ----------- | ----------------------------------------- | ----------------- | ---------------------- |
|             | الاتحاد البريدي العالمي                   | ?                 | ?                      |
|             | يونسكو                                    | 14 يوليو 1983     | 22 فبراير 1952         |
|             | البنك الدولي للإنشاء والتعمير             | 28 مايو 1971      | 14 مارس 1946           |
|             | وكالة ضمان الاستثمار متعدد الأطراف        | 24 سبتمبر 1990    | 12 يونيو 1992          |
|             | منظمة التجارة العالمية                    | ?                 | ?                      |
|             | الاتحاد الدولي للاتصالات                  | 5 مايو 1971       | 12 مايو 1926           |
|             | مؤسسة التمويل الدولية                     | 12 يوليو 1979     | 20 يوليو 1956          |
|             | منظمة الشرطة الجنائية الدولية             | ?                 | ?                      |
|             | الأمم المتحدة                             | 13 أكتوبر 1970    | 24 أكتوبر 1945         |
|             | مؤسسة التنمية الدولية                     | 29 سبتمبر 1972    | 30 ديسمبر 1960         |
|             | منظمة حظر الأسلحة الكيميائية              | ?                 | ?                      |
|             | المركز الدولي لتسوية المنازعات الاستشارية | 10 سبتمبر 1977    | 19 أبريل 1995          |

## وصلات خارجية
- موقع وزارة الخارجية الفيجية
- موقع وزارة الخارجية النيكاراغوية